# Cajun (cohete)
Cajun fue un modelo de cohete sonda estadounidense propulsado por combustible sólido desarrollado por Thiokol a mediados de los años 1950 como sucesor del Deacon.
La idea de desarrollar el Cajun provino de estudios que indicaron que se podía mejorar la eficiencia del Deacon utilizando nuevos propelentes y manteniendo un tamaño y configuración similares.
El primer Cajun fue lanzado desde Wallops Island el 20 de junio de 1956. En total fueron lanzados 802 Cajun con una tasa de éxito del 95,89%.

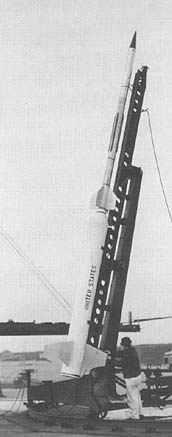
Un Nike Cajun.

## Versiones

### Nike Cajun
Vehículo de dos etapas, una primera etapa Nike y una segunda Cajun. Fue uno de los cohetes sonda más lanzados, con 707 lanzamientos a sus espaldas.

#### Especificaciones
- Carga útil: 23 kg
- Apogeo: 120 km
- Empuje en despegue: 246 kN
- Longitud: 7,7 m
- Diámetro: 0,42 m
- Envergadura: 1,51 m
- Masa total: 700 kg

### Doble Cajun T-40
Vehículo de dos etapas, una primera formada por dos Cajun y una segunda T-40. Lanzado una única vez, el 20 de noviembre de 1957.

#### Especificaciones
- Apogeo: 20 km
- Empuje en despegue: 36 kN
- Masa total: 100 kg
- Diámetro: 0,17 m
- Longitud: 5 m

### Cajun Dart
Vehículo de una etapa con un dardo como etapa superior. La separación tenía lugar tras la combustión debido al arrastre diferencial entre el dardo y el cohete. El dardo continuaba ascendiendo, con la carga útil, que a su vez se separaba gracias a un actuador pirotécnico activado por un temporizador.
Fue lanzado 91 veces, entre el 19 de agosto de 1964 y el 20 de abril de 1970.

#### Especificaciones
- Apogeo: 74 km
- Empuje en despegue: 36 kN
- Masa total: 100 kg
- Diámetro: 0,17 m
- Longitud: 4,1 m

### Bullpup Cajun
Vehículo de dos etapas, una primera Bullpup y una superior Cajun. Se lanzó una vez, el 16 de enero de 1970.

#### Especificaciones
- Apogeo: 41 km
- Empuje en despegue: 111 kN
- Masa total: 400 kg
- Diámetro: 0,3 m
- Longitud: 7 m